# Jee-anim
Die Jee-anim (auch Yéi-nan, Je-nan, Yee-anim oder Jee-nan) sind ein Papuavolk, das im Norden von Merauke, Südost-Papua (West-Neuguinea), Indonesien, lebt. 
Infolge ihrer Abgeschiedenheit gelten die Jee-anim als ein Stamm, der seine kulturellen Eigenheiten bis heute am besten erhalten konnte. Am Unterlauf des Maro grenzen die Territorien der Jee-anim und der Marind-anim aneinander. Südliche Nachbarn sind die Kanum-Leute, deren Territorien bis zur Arafurasee reichen.